# Drosophila lanaiensis
Drosophila lanaiensis era uma espécie de mosca da família Drosophilidae.
Era originária do Havai, e só se encontrava essa espécie neste lugar.